# 4000-serien

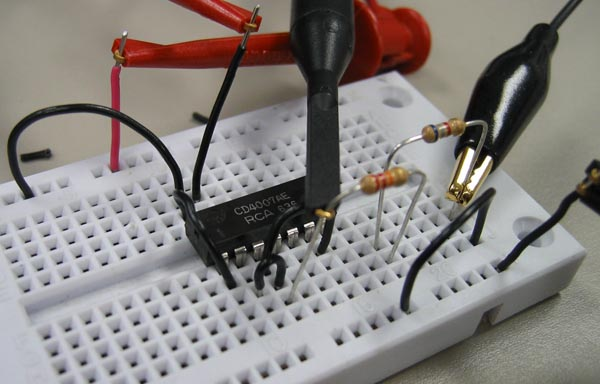
CD4007A på lödfritt kopplingsdäck

4000-serien är en integrerad krets baserad på CMOS introducerad 1968 av RCA och används fortfarande. Den migrerades långsamt in i den 4000B buffrade serien efter omkring 1975. Den använde mindre med energi än andra lösningar 1968 och kan arbeta med matningsspänningar mellan 2 och 15 volt men är relativt långsam. 

## Historik

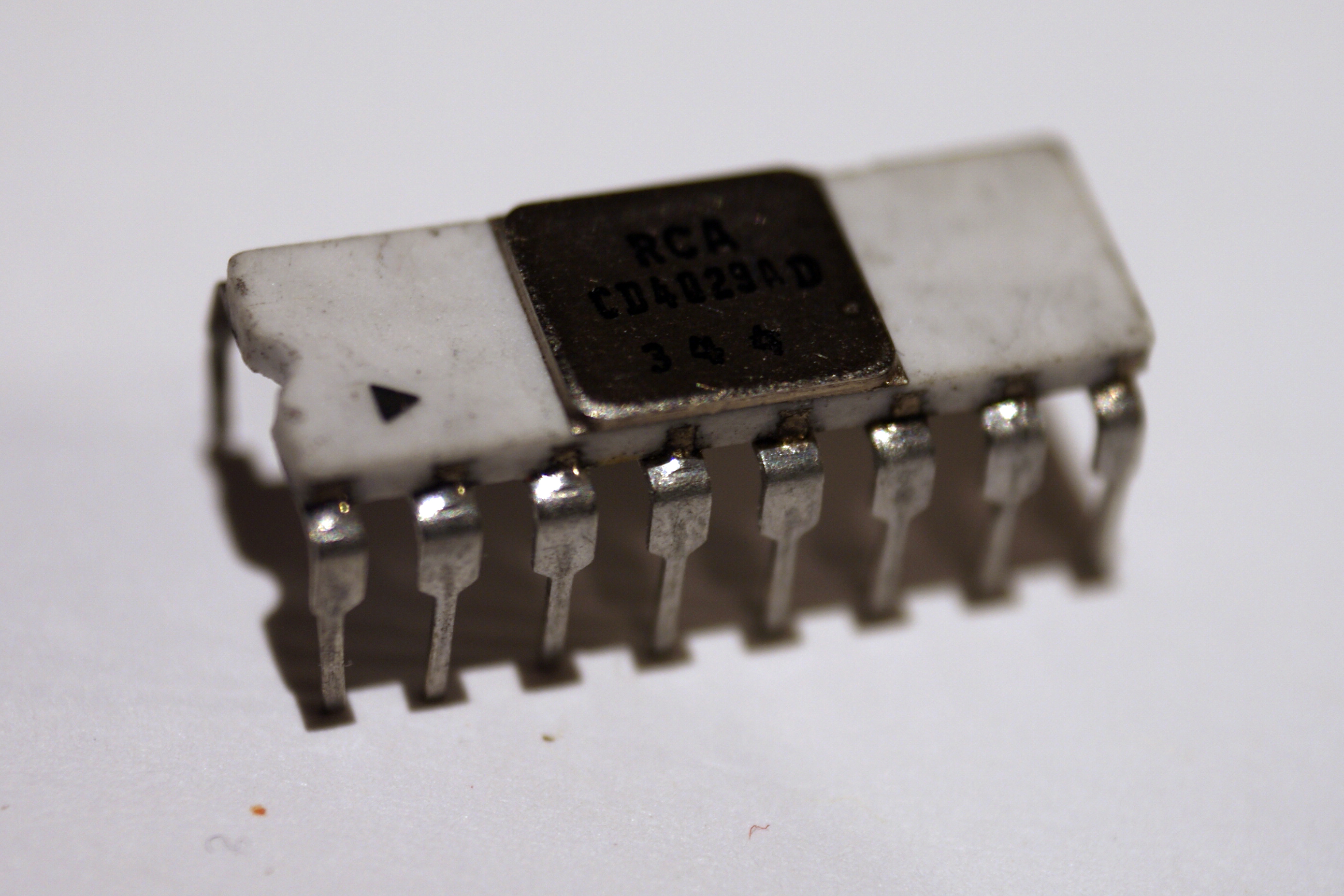
En mycket tidig CD4029A-räknare IC, i 16-stifts keramisk dubbel in-line-paket (DIP-16), tillverkad av RCA

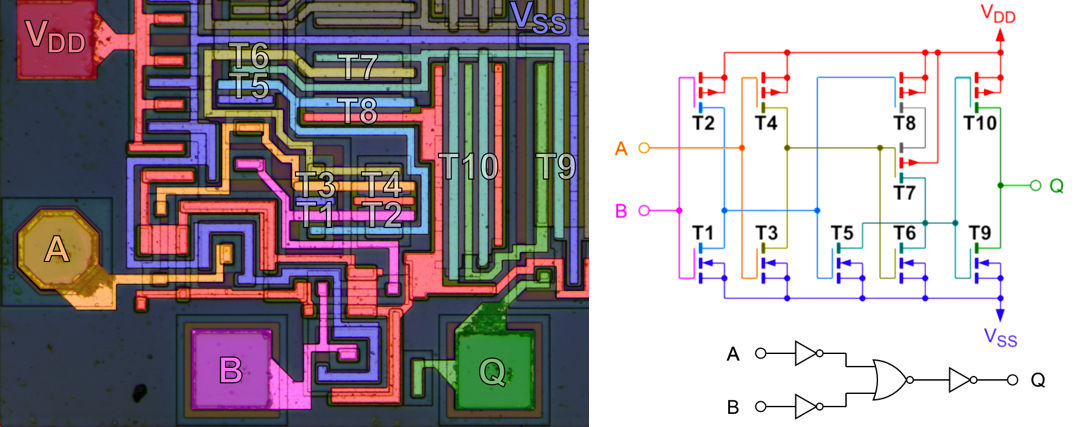
Färgad IC-matris och scheman för CD4011BE NAND-grind

4000-serien introducerades som CD4000 COS/MOS-serien 1968 av RCA som ett lågeffekt- och mer mångsidigt alternativ till 7400-serien av transistor-transistorlogik (TTL) chips. Logikfunktionerna implementerades med den nyligen introducerade CMOS-tekniken (Complementary Metal-Oxide-Semiconductor). Medan den ursprungligen marknadsfördes med "COS/MOS"-märkning av RCA (som stod för Complementary Symmetry Metal-Oxide Semiconductor), framträdde den kortare CMOS-terminologin som branschens preferens för att presentera tekniken. De första markerna i serien designades av en grupp ledd av Albert Medwin.
En bred användning hindrades initialt av de jämförelsevis lägre hastigheterna för konstruktionen jämfört med TTL-baserade former. Hastighetsbegränsningar övervanns så småningom med nyare tillverkningsmetoder (som självjusterade grindar av polykisel istället för metall). Dessa CMOS-varianter presterade i paritet med samtida TTL. Serien utökades i slutet av 1970- och 1980-talet med nya modeller som fick 45xx och 45xxx beteckningar, men som vanligtvis fortfarande betraktas av ingenjörer som en del av 4000-serien. På 1990-talet överförde vissa tillverkare (till exempel Texas Instruments) 4000-serien till nyare HCMOS -baserade konstruktioner för att ge högre hastigheter. 

## Konstruktionsöverväganden
4000-serien möjliggör enklare kretsutformning genom relativt låg strömförbrukning, ett brett utbud av matningsspänningar och kraftigt ökad lastdrivningsförmåga (fanout) jämfört med TTL. Detta gör serien idealisk för användning vid prototypframställning av LSI-konstruktioner. Även om TTL IC:er är på liknande sätt modulära, saknar dessa vanligtvis den symmetriska drivstyrkan hos CMOS och kan därför kräva mer hänsyn till de belastningar som appliceras på dess utgångar. Precis som med TTL kan buffrade modeller driva högre elektrisk ström (främst tillgänglig för I/O-enheter som oktala spärrar och trelägesdrivrutiner) men har en något högre risk för att introducera ringning (transienta svängningar) om de inte dämpas eller avslutas korrekt. Många modeller innehåller en hög integrationsnivå, inklusive fullt integrerade 7-segmentsdisplayräknare, gåringräknare och fulladderare.

## Vanliga chips

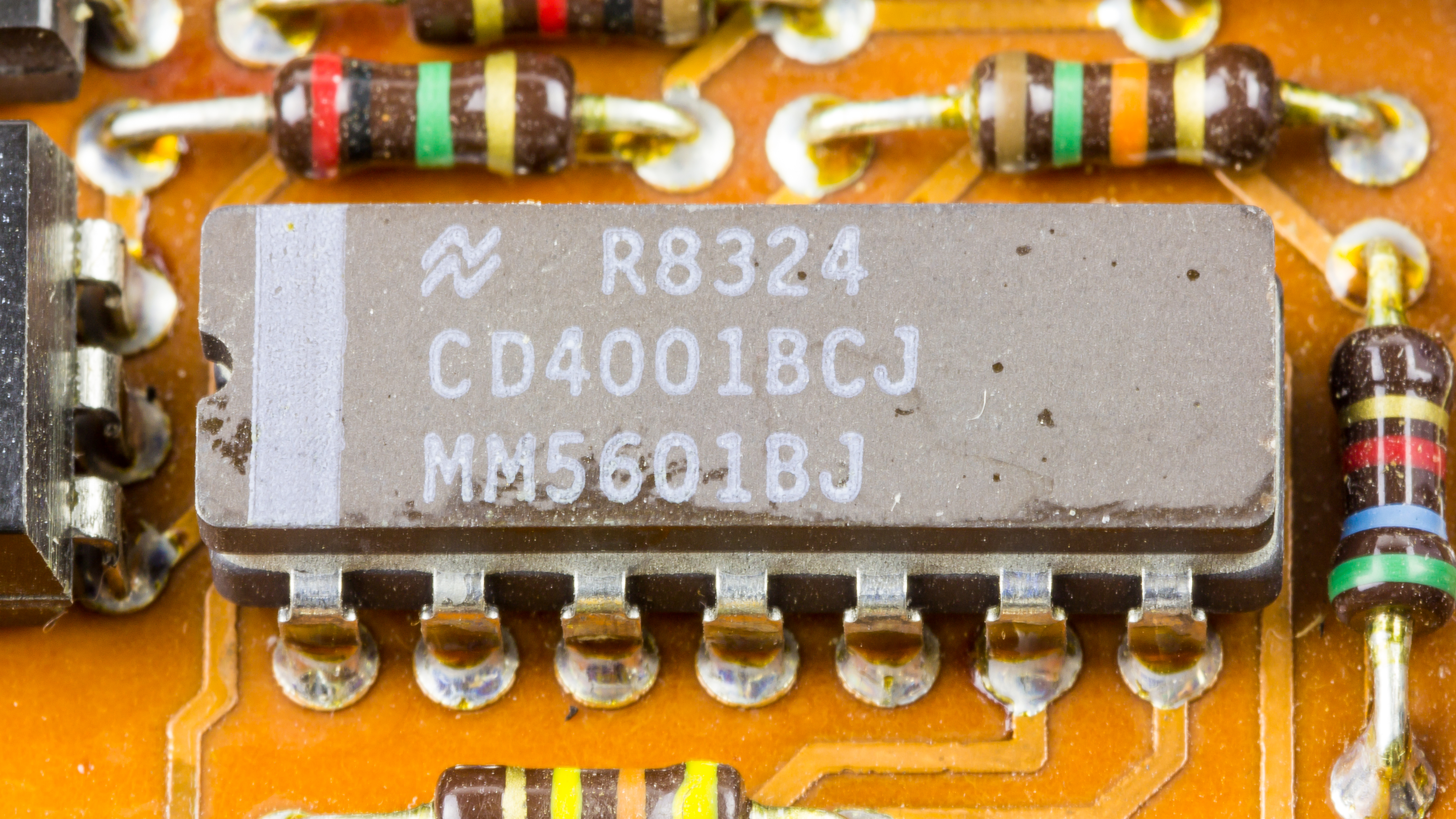
CD4001B i DIP -14-paket
(quad 2-input NOR gate)

CD4001B pinout. Röd är ström, grön är ingångar, blå är utgångar

CD4001B funktionsdiagram (quad 2-in NOR gate)